# Олбані (Нью-Йорк)
О́лбані (англ. Albany) — місто (англ. city) в США, в окрузі Олбані штату Нью-Йорк, столиця штату Нью-Йорк, розташоване за 219 км на північ від Нью-Йорка, на західному березі річки Гудзон, є значним портом. Річку Гудзон поглибили для того, щоб порт зміг приймати морські судна. Населення — 99 224 особи (2020), населення конурбації — 826 тисяч осіб (2000).
Олбані тісно пов'язаний з сусідніми містами: Трой, Скенектаді і Саратога-Спрінгс, з якими він утворює Столичний округ — історичний регіон Сполучених Штатів. Основну частину цього округу складає конурбація Олбані — Скенектаді — Трой, яка є четвертою за чисельністю в штаті Нью-Йорк і 56-ю в США.

## Історія
Олбані був побудований на місці голландського форту Оранж і прилеглої до нього комуни Бевервік. Англійці придбали цю місцевість у голландців у 1664 році та перейменували її в Олбані, на честь Якова II, герцога Олбані. У 1686 році документ, випущений Томасом Донганом, надав Олбані офіційний статус. Місто є другим найстаршим, після Нового Амстердама, містом у країні з дня її об'єднання.

## Географія
Олбані розташоване за координатами 42°39′57″ пн. ш. 73°47′54″ зх. д. / 42.66583° пн. ш. 73.79833° зх. д. (42,665745, –73,798353). За даними Бюро перепису населення США у 2010 році місто мало площу 56,81 км², з яких 55,40 км² — суходіл та 1,42 км² — водойми.

### Клімат
Олбані розташований у зоні помірного континентального клімату з сніжною холодною зимою та спекотним вологим літом.
| Клімат : Олбані                                                       | Клімат : Олбані | Клімат : Олбані | Клімат : Олбані | Клімат : Олбані | Клімат : Олбані | Клімат : Олбані | Клімат : Олбані | Клімат : Олбані | Клімат : Олбані | Клімат : Олбані | Клімат : Олбані | Клімат : Олбані | Клімат : Олбані |
| Показник                                                              | Січ.            | Лют.            | Бер.            | Квіт.           | Трав.           | Черв.           | Лип.            | Серп.           | Вер.            | Жовт.           | Лист.           | Груд.           | Рік             |
| Абсолютний максимум, °C                                               | 21,7            | 23,3            | 31,7            | 33,9            | 36,1            | 37,8            | 40,0            | 38,9            | 37,8            | 32,8            | 27,8            | 22,2            | 40,0            |
| Середній максимум, °C                                                 | −0,8            | 1,4             | 6,9             | 14,6            | 20,8            | 25,5            | 27,9            | 26,9            | 22,3            | 15,4            | 8,8             | 2,1             | 14,4            |
| Середній мінімум, °C                                                  | −9,7            | −8,2            | −3,5            | 2,9             | 8,4             | 13,6            | 16,3            | 15,5            | 10,9            | 4,2             | −0,3            | −6              | 3,7             |
| Абсолютний мінімум, °C                                                | −33,3           | −30             | −29,4           | −12,8           | −3,3            | 1,7             | 4,4             | 1,1             | −4,4            | −8,9            | −23,9           | −30             | −33,3           |
| Середня кількість сонячних годин на місяць                            | 141,1           | 158,5           | 200,3           | 218,9           | 248,9           | 262,2           | 289,2           | 253,2           | 210,5           | 168,8           | 100,7           | 108,3           | 2360            |
| Норма опадів, мм                                                      | 66              | 56              | 82              | 81              | 92              | 96              | 105             | 88              | 84              | 93              | 84              | 74              | 999             |
| Днів з опадами                                                        | 12,8            | 10,4            | 12,1            | 11,9            | 13,1            | 12,2            | 10,8            | 10,7            | 9,8             | 10,4            | 11,7            | 11,9            | 137,8           |
| Днів зі снігом                                                        | 10,3            | 7,6             | 5,6             | 1,2             | 0,1             | 0               | 0               | 0               | 0               | 0,1             | 2,5             | 7,4             | 34,8            |
| Вологість повітря, %                                                  | 71.1            | 68.5            | 64.8            | 61.2            | 65.5            | 69.5            | 70.5            | 74.1            | 75.7            | 72.4            | 73.1            | 73.9            | 70.0            |
| --------------------------------------------------------------------- | --------------- | --------------- | --------------- | --------------- | --------------- | --------------- | --------------- | --------------- | --------------- | --------------- | --------------- | --------------- | --------------- |
| Джерело: NOAA (relative humidity and sun 1961–1990) and Weather Atlas |                 |                 |                 |                 |                 |                 |                 |                 |                 |                 |                 |                 |                 |

## Демографія
Згідно з переписом 2010 року, у місті мешкало 97 856 осіб у 41 157 домогосподарствах у складі 17 848 родин. Густота населення становила 1722 особи/км². Було 46362 помешкання (816/км²).
Расовий склад населення:
| - 57,0 % — білих - 30,8 % — чорних або афроамериканців - 5,0 % — азіатів - 0,3 % — корінних американців - 0,1 % — вихідців з тихоокеанських островів - 3,2 % — осіб інших рас |

До двох чи більше рас належало 3,7 %. Частка іспаномовних становила 8,6 % від усіх жителів.
За віковим діапазоном населення розподілялося таким чином: 17,9 % — особи молодші 18 років, 71,0 % — особи у віці 18—64 років, 11,1 % — особи у віці 65 років та старші. Медіана віку мешканця становила 30,3 року. На 100 осіб жіночої статі у місті припадало 93,6 чоловіків; на 100 жінок у віці від 18 років та старших — 91,4 чоловіків також старших 18 років.
Середній дохід на одне домашнє господарство становив 57 274 долари США (медіана — 40 949), а середній дохід на одну сім'ю — 72 051 долар (медіана — 58 260). Медіана доходів становила 41 686 доларів для чоловіків та 40 222 долари для жінок. За межею бідності перебувало 26,8 % осіб, у тому числі 35,2 % дітей у віці до 18 років та 12,6 % осіб у віці 65 років та старших.
Цивільне працевлаштоване населення становило 46 505 осіб. Основні галузі зайнятості: освіта, охорона здоров'я та соціальна допомога — 30,5 %, мистецтво, розваги та відпочинок — 13,0 %, публічна адміністрація — 12,4 %.

## Відомі постаті
- Джон Ленсинг (1754—1829) — американський політик
- Едмонія Льюїс (1845—1907) — американська скульпторка афро-індіанського походження
- Джо Робертс (1871—1923) — американський актор німого кіно
- Едвін Дж. Берк (1889—1944) — американський сценарист
- Цвайгенбаум Ізраїль Йосипович (*1961) — художник
- Еліс Стефанік (* 1984) — американський політик.
- Зілинський-Содоль Петро — сотник Армії УНР, герой здобуття Чонгарського моста в часі Кримського походу 1918 року, учасник Першого Зимового походу.

## Міста-побратими
- Верона, Італія
- Нассау (Багамські острови)
- Неймеген, Нідерланди
- Тула, Росія

### Міста-партнери
- Буча, Україна